# Garden Of Eden
「Garden Of Eden」（ガーデン・オブ・エデン）は、鈴木裕斗の1作目のシングル。2009年11月11日にPetaBits Recordsから発売された。

## 概要
- 鈴木裕斗のソロデビューシングルである。
- 作詞は歌手の奥井雅美、作曲は音楽制作集団GodSpeedが担当している。
- トラック5には、鈴木自身のメッセージが収録されている。

## 収録曲
1. Garden of Eden
作詞：奥井雅美、作曲：Monta、編曲：MACARONI☆
2. La・La・La
作詞：奥井雅美、作曲・編曲：IPPEI
3. Garden of Eden（off vocal）
4. La・La・La（off vocal）
5. Message from Yuto Suzuki